# Poporodní bonding
Bonding (z ang. připoutání, propojení, attachment) je proces utváření vazby mezi dítětem a rodiči v průběhu raných dětských let. V českém jazyce je tento termín používán pro vysvětlení procesu vytváření prvotní, bezprostředně vazby mezi matkou a novorozeným dítětem. Již v prenatálním období vzniká mezi matkou a dítětem vztah, díky kterému se buduje emoční vazba. Dítě pracuje s matčiným tělem, přičemž vzájemná spolupráce je podmínkou pro hladký průběh prvního vývoje novorozeného potomka. Při samotném porodu tento vztah dochází do vrcholného bodu, kdy první fyzický kontakt znamená pro matku i dítě přechod do nových fází vzájemného vztahu.
-biologické procesy bondingu - lepení  rané vazby a vznik pevné citové vazby podporují překonání existenciální krize matky a podporují imunologickou a fyziologickou adaptaci dítěte na vnější svět
-jakékoliv vstupující separační faktory narušují kontinuum procesu vývoje – narušují bonding – lepení rané vazby  i attachment – citovou vazbu
-separace podporuje prožití traumatu, podporuje reakce znovuprožívání (traumatu), vyhýbání (rodičovské roli), přecitlivělost, narušuje vztahové vazby a pevné vazby v rodinách, vztahová vazba v průběhu těhotenství je posilována  vědomím  o nové bytosti – prenatálním dítěti  - podpora užívání pojmosloví prenatální dítě  eliminuje kolektivní traumatizaci separací a posiluje láskyplné vazby.
Láskyplné pevné vazby podporují prožívání:
- Empatie
- Respektu k vývojovým potřebám jedince
- Schopnosti soucitu
- Péči o dítě  a jeho rodinu jako o ošetřovatelskou jednotku
- Slušné chování zdravotníků, dul, příbuzných

Americký psycholog Harry Harlow provedl mezi lety 1957 a 1963 řadu psychologických experimentů s makaky rhesus, jež měly vysvětlovat podstatu mateřské lásky. Prokázaly, že mládě k matce připoutává něco víc než jen potřeba výživy.
Pokusné opice měly na výběr mezi plyšovým náhradním objektem a kovovým náhradním objektem, jehož prostřednictvím jim byla podávána výživa. Ke krmícímu objektu se chodily pouze najíst, celý čas trávily schoulené u plyšového objektu.
Mláďata, která však vyrůstala zcela bez náhradních objektů, pátrala ve svém okolí o dost méně a jejich vývoj byl ještě výrazněji narušen než u mláďat vychovaných umělou — plyšovou matkou. Bylo přesvědčivě prokázáno, že si mláďata vytvořila pevnější pouto k měkkým matkám nehledě na to, zda zároveň byly zdrojem potravy.
Zdroj potravy je tedy vnímán jako objekt k nasycení, plyšový objekt jako měkký objekt umožňující přitulení.
Opice vychovávané plyšovou matkou však měly v dospělosti výrazné potíže s reprodukcí, nebyly mnohdy schopny počít mláďata, a pokud se jim to podařilo, chovaly se k nim agresivně, a často je rozsápaly a sežraly.
Z toho lze usuzovat, že neměly zkušenost s živým, vazbu opětujícím objektem a pouhý zdroj možnosti přichýlení nebyl emočním a korigujícím zdravým a živým mateřským objektem.
Harlow však málokde uvádí, že pro léčbu takto poškozených jedinců posléze využíval jejich neseparovaných, zdravých sourozenců. V kontaktu s nimi se poškozené opice vychované umělými objekty částečně zdárně socializovaly a byly schopné přiměřenějšího chování.
Z pokusů tedy vyplývá, že ideálně tvoří vztahovou vazbu živá mateřská figura, korigující a socializující chování, které dále vede k reprodukci a přiměřené péči o mláďata.
Objekt, který zajišťuje pouze krmení, je upřednostňován nejméně. Spojení krmícího, láskyplného — hebkého a zároveň korigujícího — mateřského objektu, — je nutné nejen pro opičí mláďata.
Vztahová vazba v průběhu těhotenství je posilována  vědomím  o nové bytosti – prenatálním dítěti  - podpora užívání pojmosloví prenatální dítě  eliminuje kolektivní traumatizaci separací a posiluje láskyplné vazby.

## Historie
Myšlenka rané poporodní vazby byla poprvé vnesena do pole zájmu v 70. letech 20. století americkými pediatry Dr. Johnem Kennellem a Dr. Marshallem H. Klausem. První výzkum na toto téma proběhl v roce 1970 a v průběhu následujících let až po současnost byly objevovány nové souvislosti a duplikováním potvrzovány výsledky z časných let teorie bondingu. Kennell a Klaus se podíleli na vytvoření jejího základu a vyvinuli teorii, podle níž kontakt mezi matkou a dítětem bezprostředně po porodu vede k jejich vřelejšímu a kvalitnějšímu vztahu, častějšímu slovnímu kontaktu, úsměvu, šetrnějšímu zacházení ze strany matky atp.
V České republice patří k dosud jediným odborníkům podporujícím ranou vazbu (bonding) klinická psycholožka Mgr. Michaela Mrowetz a pediatrička MUDr. Marcela Peremská. Mnozí odborníci, ve snaze polidštit porodnice mylně pokládají bonding za metodu, kterou provozují zdravotníci na matce a dítěti. Toto svědčí jen o tom, že nepochopili základ, bonding je proces mezi dítětem a matkou a další lidé, včetně otců, porodních asistentek, dul, lékařů, sester, mohou bonding podporovat, anebo poškozovat - což se vzhledem k nepochopení stále děje.
“Deprese vychází z neuspokojení základní potřeby lásky a harmonie ve vztazích. Jde o žízeň, touhu po tom, čemu se člověku jako dítěti nedostalo v potřebné míře. Příčiny deprese vidím také v rozkladu vícegeneračních rodin, rozvodovosti, zaměstnanosti žen, technizaci a zdánlivé racionalitě společnosti. Deprese je patologická reakce na ztrátu, jejíž zdravou podobou je vztek a smutek. Separace, odloučení matky od dítěte, vede k probuzení panického systému - od křiku až k paralýze... dítěte, která je přirozeným obranným projevem, jako když zvíře na sebe nechce upozornit šelmu; strnutí mu zachová život. Následkem je ovšem vyčerpání a ztráta serotoninu vedoucí k depresi a odumírání neuronů. Je třeba podporovat a posilovat kontaktní vazbu mezi dítětem a matkou. Tzv. vyřvávání dětí vede k vyčerpávající rezignaci, v konečném důsledku k depresi. Kontakt vede k vzájemnému přijetí, bazální důvěře a objektní stálosti.“ MUDr.Jan Poněšický - psychiatr, psycholog a psychoanalytik – konference Léčba v psychiatrii, Ostrava 2013

## Průběh bondingu
Bonding je proces navazování a lepení vazby dítěte k matce. Máme opravdu velké množství důkazů[zdroj?] o tom, že v období prenatálním i postnatálním jsou rodiče pro dítě tím  hlavním zdrojem ovlivnění, čím menší dítě, tím větším vztahově vazebním objektem je matka, co se tedy děje, když je matka v průběhu prenatálního života dítěte, u jeho zrození či po něm separovaná od dítěte,  jaký má separace dopad na pevnou vztahovou vazbu je zřejmé.
Postup podpory zdravotníků při navazování vazby popsala pediatrička Peremská a klinická psycholožka Mrowetz velmi detailně zde: http://www.pediatriepropraxi.cz/artkey/ped-201303-0017_Podpora_raneho_kontaktu_jako_nepodkrocitelna_norma_8211_chimera_ci_realita_budoucnosti.php
Co ohrožuje podporu bondingu?
- traumatizující pasivní medicínský zážitek (porod, operace, separace) bez kontroly pro rodiče i děti s možností rozvoje psychického a fyzického traumatu
- ohrožení  kolektivním traumatem separace v totalitních a posttotalitních institucích
- ohrožení komplexním psychotraumatem u rodičů a zdravotníků např. týrání, zneužívání, závislosti
- ohrožení  dissociálními rysy, neadaptabilním způsobem života, závislostmi atd.

Oslabení jedinci velmi snadno v prostředí separace (porodnice,nemocnice) opustí své prenatální, narozené či jakkoliv velké dítě.

## Co lze udělat pro lepší podporu bondingu?
Peremská a Mrowetz v odborném časopise Pediatrie pro praxi detailně popsaly možnost podpory rané vazby:
tzv. 10 kroků k podpoře rané vazby: http://www.pediatriepropraxi.cz/artkey/ped-201303-0017_Podpora_raneho_kontaktu_jako_nepodkrocitelna_norma_8211_chimera_ci_realita_budoucnosti.php

## Bonding v České republice
V posledních letech se v mnoha českých porodnicích začal uplatňovat systém rooming-in, čili společný pokoj pro matku a dítě, ale je stále zvykem dítě od matky oddělit, ať už kvůli vyšetřování či delšímu zahřívání a dalším postupům. Mgr. Michaela Mrowetz (klinická psycholožka, psychoterapeutka, soudní znalkyně www.klinickapsycholozka.cz, www.cykluspodpory.cz) prováděla výzkum na 1340 porodech v ČR a zjistila, že i po bezproblémových porodech je stále zvykem dítě od matky oddělit. Z jejího výzkumu vyplývá, že pouhá třetina matek je ve dvou hodinách po porodu v bezprostředním kontaktu s dítětem, méně než třetina v přerušovaném kontaktu – dítě odebíráno na ošetření, vážení, mytí, atd., a více než třetina nemá v prvních dvou hodinách žádný kontakt se svým dítětem. Bonding je naprosto možný i po porodu císařským řezem, přesto je u nás oddělena po takovém porodu matka a dítě ve více než dvou třetinách případů. U porodů v zahraničí jsou tyto statistiky zcela odlišné – Češky rodící v zahraničí mají nepřerušovaný kontakt s dítětem ve dvou hodinách po porodu ve více než dvou třetinách případů.

## Experimenty a výzkumy
Jedny z prvních výzkumů týkajících se bondingu publikovali kolegové Marshall H. Klaus a John H. Kennell. Koncept bondingu a vztahu matky k dítěti byl do té doby zkoumán převážně u zvířat. Klaus s Kennellem však předpokládali, že u člověka, stejně jako u všech ostatních živočišných druhů, existuje sensitivní perioda, ve které jsou matka s dítětem “naprogramováni” k tomu, aby byli ve vzájemném kontaktu. Prostřednictvím srovnávání svých participantek zjistili, že matky, které se dostaly do tělesného kontaktu se svými dětmi v této periodě, si vytvořily s dítětem silnější a bližší vztah než ty, které tuto zkušenost neměly. Své poznatky pak tito vědci popsali roku 1976 v knize Maternal-Infant Bonding.
V roce 1987 se začala Ann-Marie Wistrom se svými spolupracovníky věnovat pozorování chování a fyziologických reakcí novorozenců, kteří byli ihned po porodu přiloženi na nahou matčinu pokožku. Zjistili, že novorozenci byli už během první hodiny po porodu schopni vyvinout pohyby potřebné při kojení (hledání matčina prsu, uchopování dvorce, sání mléka) a sami se nakrmit. Po vhodné senzorické stimulaci (kontakt s matčinou kůží) byla u novorozeněte vyvolána fyziologická reakce (aktivace center lokomoce), která byla spouštěčem chování dítěte. Vědci pak pokračovali pozorováním rozdílů v chování matek, kterým bylo dítě bezprostředně po porodu přiloženo na hruď, a těch, kterým toto umožněno nebylo. Výsledky ukázaly, že v případě okamžitého bondingu byly tyto matky oproti ostatním několik dní po porodu klidnější, trávily více času se svým dítětem a zažívaly menší stres v průběhu kojení.
Důležitost bondingu potvrdily také studie, které upozorňovaly na možnost, že poporodní deprese u matky může mít za následek ohrožení či zeslabení této vazby k dítěti. Ve své studii z roku 2005 Taylor popisuje výsledky svého zkoumání vztahu mezi bondingem a poporodní depresí. Zjistil, že ve srovnání s nedepresivními ženami měly ženy, které trpěly poporodní depresí, problém s rozvíjením mateřských citů k dítěti a s navazováním vztahu k němu. Když poprvé držely své dítě v náručí, chovaly se k němu lhostejně a vypovídaly, že necítí provázanost se svým dítětem. Mimo poporodní depresi může být bonding narušen také v případě, že byl porod dítěte komplikovaný (např. císařský řez) či pro matku vyčerpávající, a neměla dostatečný prostor pro seznámení se svým dítětem.
Pediatři často zdůrazňují, že pokud dítě není ihned po porodu ošetřeno, oblečeno a uloženo do vyhřívaného inkubátoru, může se podchladit. Výzkum Bystrove (2009) z nemocnice v St. Petersburgu ukázal, že naopak děti, které nebyly ve stálém kontaktu se svojí matkou, měly nižší teplotu než děti, které s ní ve stálém kontaktu byly. V její randomizované studii bylo zapojeno 176 dětí a matek, které rozdělila do 3 skupin. První skupina byla „skin-to-skin group“.
Další, kdo se zabýval výzkumem poporodní adaptace novorozenců, byl Christensson (1995), který zkoumal aktivitu dětí po porodu. Děti, které byly po porodu položeny na matčino břicho a takto setrvaly prvních 90 minut po porodu, plakaly mnohem méně než děti, které byly zabaleny do zavinovačky a dány do postýlky.
Jiný zajímavý výzkum sledující vztah matky a dítěte po porodu vedl Buranasin. V thajské nemocnici sledoval celkem 2 tisíce dětí, které se narodily mezi lety 1987–1990. V roce 1988 byl v nemocnici, kde výzkum probíhal, zaveden systém roomingin. Buranasin zkoumal dopady tohoto systému na kojení. Po zavedení rooming-in stoupl počet plně kojených dětí z 85 % na 99 %. Zároveň Buranasin zjistil, že v roce 1987 bylo matkou opuštěno 3,6 dětí na 1000 porodů. V roce 1990 už to bylo jen 0,1 dítě na 1000 porodů (5).
Podobný výzkum také uveřejnila Lvoff, která zkoumala dopady systému rooming-in na děti v ruské nemocnici. V roce 1992 byla nemocnice zařazena do iniciativy „Baby-Friendly Hospital“. Lvoff sledovala množství opuštěných dětí od roku 1987 do roku 1998, tedy šest let před a šest let potom, co byl systém v nemocnici zaveden. V prvních šesti letech zkoumání byla míra opuštěných dětí 5,03 na 1000 porodů. V dalších šesti letech tato míra klesla na 2,78 dětí na 1000 porodů (8).
Údaje o opuštěných dětech jsou zajímavé i z hlediska výzkumů, který prováděl Hales a Ringler v 70. letech minulého století (in 1). Uvádí, že pokud byl ženám umožněn raný kontakt s dítětem, významně jim to pomohlo v nastartování mateřského chování a v synchronizaci s dítětem v prvních měsících života. Ženy byly k dětem více emocionální (ve smyslu častějšího líbání, usmívání a mazlení) a u výzkumů sledujících dlouhodobé vlivy byly děti ve 2 až 5 letech vyspělejší v lingvistických či jazykových projevech.
http://zdravi.e15.cz/clanek/sestra/podpora-vztahu-matky-a-novorozence-po-porodu-458797
Některé studie zjistily, že poporodní bonding, resp. skin-to-skin care (SSC), může u předčasně porozených dětí zvyšovat riziko patologicky nízké srdeční frekvence a nízké koncentrace kyslíku (Bornhorst a kol., 2004), tento efekt však nebyl zjištěn v případě včasně narozených dětí. Někteří autoři však zdůrazňují potřebu zvýšeného pozorování dětí do doby, než se adaptují na vnější svět, přičemž striktně pojatý skin-to-skin contact tyto možnosti monitoringu snižuje. Nakamura a Sano (2008), popisují dva případy, ve kterých měl SSC životně ohrožující dopad na zdraví novorozence z důvodu jeho nedostatečného monitoringu. Podobně Thach (2014) vyjadřuje určitou kritiku "baby friendly" přístupu v porodnicích, ve kterých je zdůrazňován prodloužený skin-to-skin contact a sdílení postele (co-sleeping). Autor zmiňuje 15 případů úmrtí novorozenců, kdy matka při kojení usnula. Je tedy třeba vnímat nejen benefity, ale také rizika těchto přístupů.

## Škály pro měření bondingu
Nejpoužívanějšími nástroji k měření kvality bondingu a diagnostikování poruch v oblasti emočních vazeb matky k dítěti se staly sebehodnotící dotazníky. Nejnovějšími a nejhojněji používanými jsou v současnosti MPAS, MIBS a PBQ.

### MPAS (Maternal Postpartum Attachment Scale)
Dotazník MPAS pochází z roku 1998, kdy jej vytvořili Condon a Corkindale. Jedná se o přepracovanou verzi Maternal Antenatal Attachment Scale (MAAS), která byla vydána v roce 1993. Otázky v dotazníku se zaměřují na tři faktory tvořící jádro bondingu: touha po blízkosti a interakci s dítětem, pocit sebedůvěry a spokojenosti v souvislosti s mateřstvím a nedostatek negativních pocitů k dítěti. Dotazník obsahuje 19 tvrzení, jejichž pravdivost hodnotí matky na dvou, tří, nebo čtyřbodové škále. Nízké celkové skóre MPAS indikuje problematickou vazbu s dítětem.

### MIBS (Mother-to-Infant Bonding Scale)
Škálu MIBS vyvinul v roce 2005 A. Taylor. Jedná se o sebehodnotící škálu složenou z 8 adjektiv (milující, radostný, ochranitelský, neutrální, nelibý, zklamaný, rozčilený, agresivní). Každá položka popisuje emoci, kterou matka může pociťovat ke svému dítěti. Respondentky pak každou položku hodnotí na 4-bodové Likertově škále z hlediska intenzity pociťované emoce od “velmi silně” po “vůbec”. Čím vyšší skóre v testu vyjde, tím problematičtější bonding je.

### PBQ (Postpartum Bonding Questionnaire)
Dotazník PBQ vznikl sloučením dotazníků, které vypracovaly University of Birmingham a Open University School of Education, v roce 2001 je publikoval Brockington se svými spolupracovníky. Cílem dotazníku je posoudit charakteristiky, které matky přisuzují svým dětem. Skládá se z 25 tvrzení hodnocených na pětibodové škále (od “vždy” po “nikdy”), která jsou rozdělena do čtyř podškál indikujících slabý bonding, odmítnutí a vztek, úzkost a riziko ublížení dítěti. Vysoké výsledné skóre ukazuje na problematický vztah matky k dítěti.